# Futbol'nyj Klub Lokomotiv Nižnij Novgorod
Il Futbol'nyj Klub Lokomotiv Nižnij Novgorod (in russo Футбольный клуб Локомотив Нижний Новгород?) fu una società calcistica russa con sede nella città di Nižnij Novgorod. Giocò otto stagioni nella massima serie del campionato russo di calcio.

## Storia

### Unione Sovietica
Il club fu fondato nel 1916 dai ferrovieri di Nižnij Novgorod. Nei successivi vent'anni fu noto come Červonka (1918-1922), Spartak (1923-1930), Tjaga  (1931), Železnodorožniki (1932-1935). Nel 1936, la squadra riprese il nome Lokomotiv, che mantenne fino alla dissoluzione. Durante l'esistenza dell'Unione Sovietica fece parte della Società Sportiva Volontaria Lokomotiv; inoltre il nome era Lokomotiv Gor'kij, dato che la città di Nižnij Novgorod era appunto chiamata Gor'kij.
Il Lokomotiv ottenne i migliori risultati sportivi sul finire degli anni ottanta: nel 1989, infatti, vinse la Vtoraja Liga (terza divisione del Campionato sovietico di calcio) ottenendo la promozione in Pervaja Liga; vi restò per due anni, gli ultimi due di esistenza dell'Unione Sovietica.

### Russia
Con la fine dell'URSS furono ammessi alla Vysšaja Liga (massima serie del Campionato russo di calcio) tutti i club della disciolta Pervaja Liga sovietica, tra cui lo stesso Lokomotiv. Al primo anno finì terzo nel girone B, per chiudere al sesto posto finale: tale risultato fu il migliore della sua storia. Al termine del campionato 1996 riuscì ad ottenere l'ammissione alla Coppa Intertoto UEFA 1997: riuscì anche a vincere il proprio girone, ma fu eliminato in semifinale dagli svedesi dell'Halmstads. Nello stesso anno finì penultima in campionato, retrocedendo in Pervy divizion.
Venne subito promossa in massima divisione, giungendo secondo in Pervyj divizion 1998: rimase nella massima serie solo due stagioni; nel 2000, finì nuovamente penultimo, retrocedendo. L'anno successivo andò nuovamente incontro ad una retrocessione, finendo ultimo in Pervyj divizion 2001. Nel 2002, rinunciò alla Pervenstvo Professional'noj Futbol'noj Ligi (terza serie russa), partendo dalle leghe dilettantistiche: si guadagnò però subito la promozione per la Pervenstvo Professional'noj Futbol'noj Ligi, dove giocò fino al 2005.
Nel 2006, la squadra fu sciolta.

## Palmarès

### Altri piazzamenti
- PFN Ligi:

Secondo posto: 1998
- Coppa Intertoto UEFA:

Semifinalista: 1997